# Nothogymnomitrion
Nothogymnomitrion là một chi rêu trong họ Gymnomitriaceae.